# Asfalt
|  | Aquest article tracta sobre el material. Si cerqueu la sèrie de televisió, vegeu «Asfalt (sèrie de televisió)». |

L'asfalt és un material viscós, apegalós i de color negre, usat com a aglomerant a mescles asfàltiques per a la construcció de carreteres o autopistes. També és utilitzat en impermeabilitzants.

## Ocurrència natural i extracció
És present al petroli cru i compost gairebé per complet de betum. El seu nom recorda el Llac Asfaltites (el Mar Mort), en la conca del riu Jordà.
A més del lloc esmentat, es troba en estat natural formant una barreja complexa d'hidrocarburs sòlids en llacunes d'algunes conques petrolieres, com succeeix al llac de Guanoco, el llac d'asfalt més extens del món (Estat Sucre, Veneçuela), amb 4 km² d'extensió i 75 milions de barrils d'asfalt natural. Li segueix en extensió i importància el llac d'asfalt de La Brea, a l'illa de Trinitat.
A pesar de la fàcil explotació i excel·lent qualitat de l'asfalt natural, no sol explotar-se des de fa molt temps, ja que, en obtenir-se en les refineries petrolieres com subproducte sòlid al craqueig o fragmentació que es produïx a les torres de destil·lació, resulta molt més econòmica la seva obtenció d'aquesta manera. Succeïx una mica semblant amb l'obtenció del gas natural, que també resulta un subproducte gairebé indesitjable en el procés d'obtenció de gasolina i altres derivats del petroli.